# Фінал Ліги конференцій УЄФА 2025
Фінал Ліги конференцій УЄФА 2025 — четвертий фінал нового турніру УЄФА: Ліги конференцій Європи. Відбувся 28 травня 2025 року у Вроцлаві (Польща) на Міському стадіоні.
«Челсі» здобув перемогу з рахунком 4–1 і забезпечив свій перший титул у Лізі конференцій УЄФА, таким чином ставши першим клубом, який виграв усі чотири головні європейські трофеї та всі три поточних європейських змагання.

## Команди
| Команда    | Попередні виступи (жирним шрифтом виділені перемоги) |
| ---------- | ---------------------------------------------------- |
| Реал Бетіс | Дебют                                                |
| Челсі      | Дебют                                                |

## Місце проведення
Міський стадіон у Вроцлаві відкритий 10 вересня 2011 року. Домашня арена місцевого клубу «Шльонськ». На стадіоні відбувались матчі групового етапу Чемпіонату Європи з футболу 2012 року. Спортивна арена вміщує 45 105 глядачів.
Обраний УЄФА як місце проведеня фіналу 28 червня 2023 року.

## Шлях до фіналу
| Команда    | І | О  |
| ---------- | - | -- |
| Реал Бетіс | 6 | 10 |

| Команда | І | О  |
| ------- | - | -- |
| Челсі   | 6 | 18 |

## Матч

### Деталі
| 28 травня 2025 22:00 (21:00 UTC+2) |

| Реал Бетіс    | 1:4      | Челсі                                             |
| ------------- | -------- | ------------------------------------------------- |
| Еззальзулі 9' | Протокол | Фернандес 65' Джексон 70' Санчо 83' Кайседо 90+1' |

| Міський стадіон, Вроцлав Глядачів: 39 754 Арбітр: Ірфан Пельто (Боснія і Герцеговина) |

| Реал Бетіс | Челсі |

| ВР                 | 13 | Адріан            |     |       |
| ЗХ                 | 23 | Юссуф Сабалі      |     |       |
| ЗХ                 | 5  | Марк Бартра       |     |       |
| ЗХ                 | 6  | Натан             |     |       |
| ЗХ                 | 12 | Рікардо Родрігес  |     | 46'   |
| ПЗ                 | 18 | Пабло Форнальс    |     | 85'   |
| ПЗ                 | 22 | Іско ()           |     |       |
| ПЗ                 | 4  | Джонні Кардозо    |     | 85'   |
| НП                 | 7  | Антоні            | 88' |       |
| НП                 | 11 | Седрік Бакамбу    |     | 72'   |
| НП                 | 10 | Абде Еззальзулі   |     | 53'   |
| Запасні:           |    |                   |     |       |
| ВР                 | 25 | Фран Вієйтес      |     |       |
| ВР                 | 41 | Ману Гонсалес     |     |       |
| ЗХ                 | 15 | Ромен Перро       | 46' | 90+5' |
| ЗХ                 | 24 | Айтор Руїбаль     |     | 72'   |
| ЗХ                 | 32 | Нобель Менді      |     |       |
| ЗХ                 | 40 | Анхель Ортіс      |     |       |
| ПЗ                 | 16 | Серхі Альтіміра   |     | 85'   |
| ПЗ                 | 20 | Джовані Ло Сельсо |     | 85'   |
| ПЗ                 | 46 | Матео Флорес      |     |       |
| НП                 | 36 | Хесус Родрігес    |     | 53'   |
| НП                 | 52 | Пабло Гарсія      |     |       |
| Головний тренер:   |    |                   |     |       |
| Мануель Пеллегріні |    |                   |     |       |

| ВР               | 12 | Філіп Йоргенсен      |     |     |
| ЗХ               | 27 | Мало Гюсто           |     | 46' |
| ЗХ               | 23 | Трево Чалоба         |     |     |
| ЗХ               | 5  | Бенуа Бадьяшиль      | 55' | 61' |
| ЗХ               | 3  | Марк Кукурелья       |     |     |
| ПЗ               | 8  | Енцо Фернандес ()    |     |     |
| ПЗ               | 25 | Мойсес Кайседо       |     |     |
| НП               | 11 | Ноні Мадуеке         |     |     |
| ПЗ               | 20 | Коул Палмер          | 79' | 87' |
| НП               | 7  | Педру Нету           |     | 61' |
| НП               | 15 | Ніколя Джексон       |     | 80' |
| Запасні:         |    |                      |     |     |
| ВР               | 1  | Роберт Санчес        |     |     |
| ВР               | 47 | Лукас Бергстрем      |     |     |
| ЗХ               | 4  | Тосін Адарабіойо     |     |     |
| ЗХ               | 6  | Леві Колвілл         |     | 61' |
| ЗХ               | 24 | Ріс Джеймс           |     | 46' |
| ЗХ               | 34 | Джош Ачімпонг        |     |     |
| ПЗ               | 22 | Кірнан Дьюзбері-Голл |     | 80' |
| ПЗ               | 39 | Матіс Амугу          |     |     |
| НП               | 18 | Крістофер Нкунку     |     |     |
| НП               | 19 | Джейдон Санчо        | 61' | 85' |
| НП               | 32 | Тайрік Джордж        |     |     |
| НП               | 38 | Марк Гію             |     | 87' |
| Головний тренер: |    |                      |     |     |
| Енцо Мареска     |    |                      |     |     |

| Гравець матчу: Коул Палмер (Челсі) Помічники арбітра: Сенад Ібрішимбегович (Боснія і Герцеговина) Давор Бельо (Боснія і Герцеговина) Четвертий арбітр: Халіл Умут Мелер (Туреччина) Резервний арбітр: Керем Ерсой (Туреччина) Відеоасистент арбітра: Жером Брізар (Франція) Відеоасистенти: Віллі Делажо (Франція) Марко Ді Белло (Італія) | Регламент - 90 хвилин. - 30 хвилин додаткового часу за необхідності. - Серія пенальті за необхідності. - По дванадцять запасних гравців. - Максимум п'ять замін гравців від кожної команди посеред матчу та шоста у разі додаткового часу. |

### Статистика
| Статистика            | Реал Бетіс | Челсі |
| --------------------- | ---------- | ----- |
| Голи                  | 1          | 0     |
| Удари по воротах      | 7          | 4     |
| Удари в площину воріт | 2          | 1     |
| Сейви                 | 1          | 1     |
| Володіння м'ячем      | 33%        | 67%   |
| Кутові                | 3          | 2     |
| Порушення             | 9          | 6     |
| Офсайди               | 0          | 1     |
| Жовті картки          | 0          | 0     |
| Червоні картки        | 0          | 0     |

| Статистика            | Реал Бетіс | Челсі |
| --------------------- | ---------- | ----- |
| Голи                  | 0          | 4     |
| Удари по воротах      | 6          | 7     |
| Удари в площину воріт | 1          | 6     |
| Сейви                 | 2          | 1     |
| Володіння м'ячем      | 40%        | 60%   |
| Кутові                | 1          | 2     |
| Порушення             | 7          | 6     |
| Офсайди               | 0          | 2     |
| Жовті картки          | 2          | 3     |
| Червоні картки        | 0          | 0     |

| Статистика            | Реал Бетіс | Челсі |
| --------------------- | ---------- | ----- |
| Голи                  | 1          | 4     |
| Удари по воротах      | 13         | 11    |
| Удари в площину воріт | 3          | 7     |
| Сейви                 | 3          | 2     |
| Володіння м'ячем      | 37%        | 63%   |
| Кутові                | 4          | 4     |
| Порушення             | 16         | 12    |
| Офсайди               | 0          | 3     |
| Жовті картки          | 2          | 3     |
| Червоні картки        | 0          | 0     |